# O Problema Bovino
O Problema Bovino é uma obra de Arquimedes em que ele apresenta um problema de análise diofantina, o estudo das equações polinomiais com soluções inteiras. O problema envolve o cálculo do número de bovinos em um rebanho do deus do sol dado um certo conjunto de restrições. O problema foi descoberto por Gotthold Ephraim Lessing em um manuscrito grego contendo um poema de quarenta e quatro linhas, na Biblioteca Herzog August em Wolfenbüttel, Alemanha, em 1773.
1. ↑  Carvalho, Henrique Marins de; Lima de Oliveira, Rodrigo (19 de julho de 2023). «PROBLEMA BOVINO DE ARQUIMEDES: TRADUÇÃO COM NOTAS, INTRODUÇÃO E COMENTÁRIOS SOBRE A RESOLUÇÃO». Revista Brasileira de História da Matemática (46): 01–22. ISSN 2675-7079. doi:10.47976/RBHM2023v23n4601-22. Consultado em 7 de setembro de 2023